# Ahvenainen (sjö i Heinola, Päijänne-Tavastland)
Ahvenainen är en sjö i kommunen Heinola i landskapet Päijänne-Tavastland i Finland. Arean är 31 hektar och strandlinjen är 2,9 kilometer lång. Sjön  ingår i Kymmene älvs huvudavrinningsområde.   Den ligger omkring 57 kilometer nordöst om Lahtis och omkring 150 kilometer nordöst om Helsingfors. 